# Gongylanthus ericetorum
Gongylanthus ericetorum là một loài rêu tản trong họ Arnelliaceae. Loài này được (Raddi) Nees miêu tả khoa học lần đầu tiên năm 1836.